# Julien de Lescar
Julien de Lescar ou saint Julien, est le saint patron de Lescar, commune située dans le département français des Pyrénées-Atlantiques. Il est fêté le 23 août lors des fêtes patronales de Lescar.
Il passe pour avoir été le premier évêque de Lescar (Beneharnum), vers le milieu du Ve siècle, mais cela relève probablement de la légende hagiographique. 

## Présentation
Julien passe pour être l'évangélisateur du Béarn au Ve siècle et le premier évêque de Beneharnum, cité originelle des Béarnais. Beneharnum ayant été détruite par les Normands vers 840, une ville est refondée au Xe siècle à son emplacement, mais sous le nom de Lescar. 

### Sources
La légende de saint Julien se fonde d'une part sur les actes du concile d'Orange de 441, d'autre part sur le bréviaire de Lescar daté de 1541. 
Les actes du concile mentionnent la présence d'un « saint Julien » : « Sanctus Julianus cujus subscriptio inter patres Aransicani concilii conspicua est. », mais n'établissent aucun lien avec Beneharnum.
Le bréviaire de 1541 comporte une hagiographie de saint Julien.

### Légende de saint Julien
La légende rapportée par le bréviaire de 1541, raconte que Julien est envoyé vers le Béarn par Léonce, évêque de Trèves (aujourd'hui en Allemagne) pour évangéliser cette terre encore païenne : « Ceignez vos reins et allez annoncer la véritable religion aux habitants du Béarn, qui sont encore adonnés au culte des démons ». 
Julien part vers Beneharnum accompagné par deux prêtres, Austrilien et Alpinien, mais Austrilien succombe aux fatigues du voyage. Découragé, Julien retourne auprès de Léonce, qui lui suggère d'utiliser son bâton pastoral pour redonner vie à son compagnon. Le miracle a lieu et Julien reprend le chemin. Il est accueilli avec bienveillance par les habitants de la cité des Béarnais, y accomplit de nombreux miracles et gagne les cœurs. 
La légende ajoute que Léonce aurait rejoint Julien à Beneharnum en allant en pèlerinage à Saint-Jacques-de-Compostelle, et y serait mort et y aurait été enseveli, comme Julien plus tard, dans l'église Saint-Julien.

### Interprétation
La mention de Trèves dans un texte du XVIe siècle est intéressante. Trèves est alors une petite ville épiscopale du Saint-Empire romain germanique. Mais au début du Ve siècle, c'est une ville très importante de la Gaule romaine et même de l'Empire d'Occident : le chef-lieu de la préfecture du prétoire des Gaules (incluant la Bretagne et l'Hispanie) et la deuxième résidence impériale après Milan). Il est donc possible que son évêque ait décidé d'envoyer un missionnaire dans la province de Novempopulanie où se trouve alors Beneharnum, d'autant plus qu'un prêtre nommé Léonce originaire d'Aquitaine est mentionné à Trèves vers 358[réf. nécessaire]. 
Pour le reste, la légende résiste mal aux données historiques. Tout d'abord, le Julien mentionné au concile d'Orange faisait plutôt partie de l'Église d'Apt. Le pèlerinage vers Saint-Jacques-de-Compostelle est totamement anachronique à l'époque romaine, ce pèlerinage ne débutant qu'au IXe siècle. Il apparaît enfin que cette légende n'est guère antérieure à la parution du bréviaire.
La légende de Julien présente de nombreux points communs avec celle de Martial de Limoges. Il n'est donc pas à exclure que les rédacteurs du bréviaire de 1541 aient voulu attribuer au patron de leur paroisse une gloire comparable à celle de personnage très en vue. 

## Culte de saint Julien de Lescar

### Extension
Il n'en reste pas moins que le culte voué à Julien est profondément ancré dans la tradition de Lescar, au travers de la fête patronale de la fin août, de l'église qui porte son nom ou de vieilles antiennes. Ce culte s'étend à plusieurs autres paroisses du Béarn, comme Nousty et Sedze-Maubecq, et même Beyrie-sur-Joyeuse.

### Reliques
Il n'existe plus de reliques de Julien, les invasions normandes et protestantes ont entraîné le saccage de l'église Saint-Julien. Le tombeau de Saint Julien devait se trouver dans l'église primitive avant l'arrivée de Normands. Aussi, en 1780 des fouilles sont réalisées dans le cimetière de la basse-ville de Lescar, à proximité immédiate de l'actuelle église Saint-Julien. Les murs de l'ancienne église sont découverts ainsi que les fondements du maître-autel. C'est sous cet autel que trois petits coffres en marbre sont découverts, contenant des cendres, des restes de linge, des os et des dents. Il est alors supposé que ces reliques appartiennent au corps de Saint Julien. En 1933, de nouvelles fouilles sont effectuées, sans trouver traces des trois coffres. Ces derniers ont peut-être été vendus, les reliques placées dans un seul coffret destiné à la chapelle que la confrérie des agonisants devait construire. Le lieu de cette chapelle étant indéterminé.